# 許心美
許 心美（きょ しんび、コーシムビー←คอซิมบี้ ณ ระนอง、1857年 - 1916年）は、タイのトラン県の知事およびモントン・プーケットの省長を務めた人物。ナ・ラノーン家出身。タイ南部におけるゴム産業の第一人者でもある。タイにおいてはプラヤー・ラッサダーヌプラディットマヒソーンパックディー（พระยารัษฎานุประดิษฐ์มหิศรภักดีという官位・欽錫名あるいはその略称であるプラヤー・ラッサダーという名前で知られる。

## 伝記
1857年、ラノーン県に誕生。父親は許泗漳（きょししょう）といい、中国福建省漳州出身の華僑である。許心美は12歳の時に墓参りのために一度中国へ渡航し、その後2年福建に滞在している。成人し、兄がラヨーン県の知事となるとバンコクの小姓局に職を得る。後にラノーン県へ帰郷しルワン・ボーリラックローハウィライの官位・欽錫名を得て兄の仕事を補佐した。1884年、プラ・アッサドンコットティットラックサーの官位・欽錫名を下賜されクラビー県の知事となる。5年後には現在良く知られるプラヤー・ラッサダーヌプラディットマヒソーンパックディーの官位・欽錫名を下賜されトラン県の知事となった。
この後、許心美は1901年までトラン知事を務めるが、この間に学校建設や道路工事などのインフラ整備に着手した。また、英領マレーへ出張した際に、国外持ち出し禁止であったゴムノキの種を持ち帰り、県庁舎の前に埋めた。これは1902年にモントン・プーケットの省長となって当地に赴任した後、発芽し、その後タイ南部全土で栽培されることになった。これは現在でもタイ南部の主要産物である。
行政能力を買われモントン・プーケットの省長となった後は、1916年の死まで省長の座を保持し続けた。許心美の死後、タイ南部の知事はナ・ラノーン家以外の者が任命されるようになり、ナ・ラノーン家の繁栄は許心美で終わりを告げることとなる。
許心美は生涯の間に多数の言語に通じており、8か国語を話すことが出来たといわれる一方で、文字の読み書きが出来ず、書けるのは自分のサインのみだったといわれる。許心美はトラン県では英雄視されており、市内には銅像が建てられている。また1992年にはその功績を政府から評価され、タイにおける行政分野の最も際立った5人の人物の一人として政府から賞賛された。